# Tarek William Saab

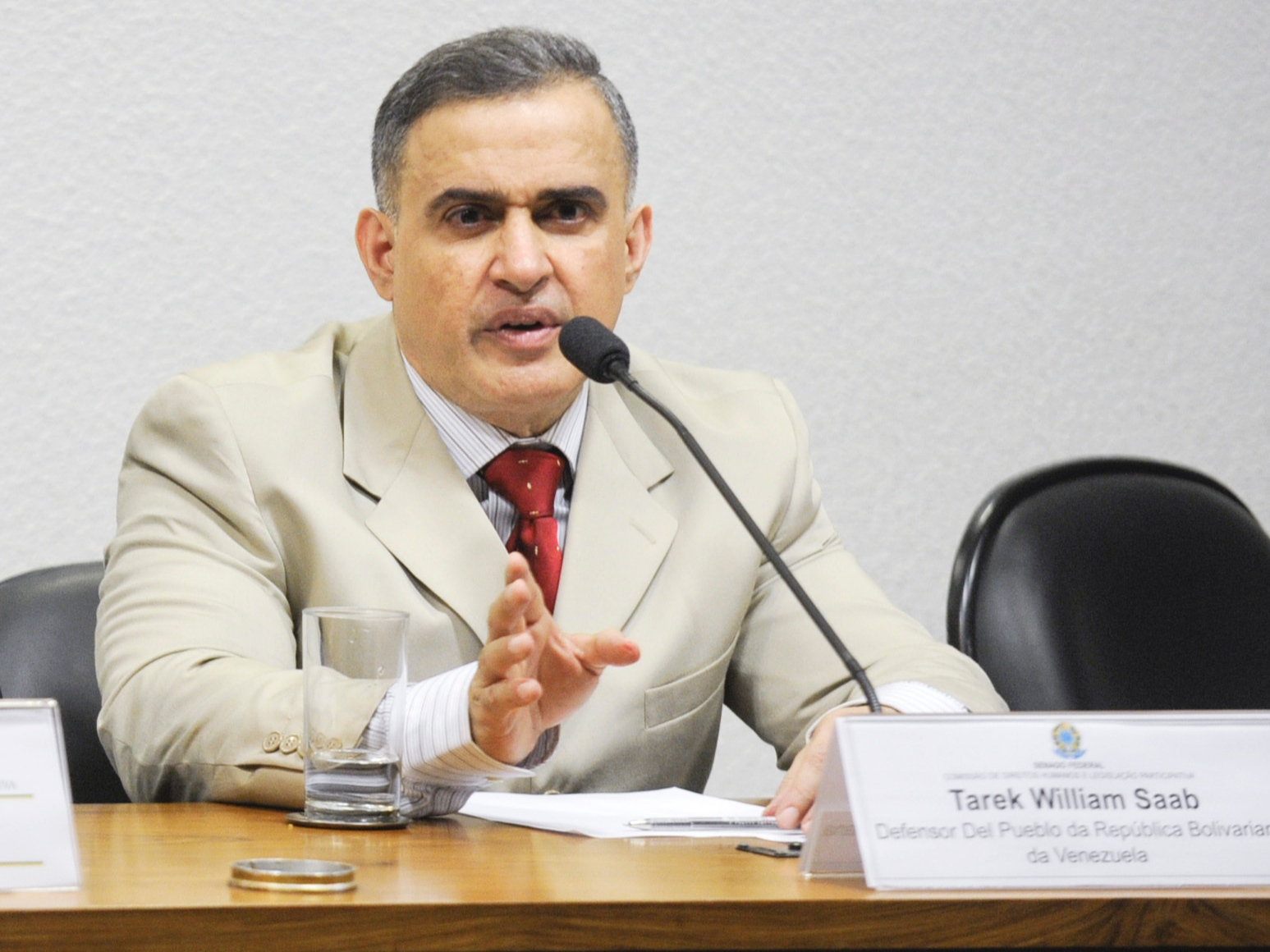
Tarek William Saab (2015)

Tarek William Saab Halabi (*  10. September 1962 in  El Tigre) ist ein venezolanischer Rechtsanwalt und  Politiker.  Er ist ehemaliger Gouverneur des Bundesstaates Anzoátegui und aktuell der Generalstaatsanwalt Venezuelas.

## Leben und Karriere
Tarek William Saab ist Sohn einer libanesischstämmigen Familie aus El Tigre. Als Teenager begann er, Gedichte und Geschichten zu schreiben und Bücher zu veröffentlichen.
Saab ist Mitbegründer der Partido Socialista Unido de Venezuela (Sozialistische Einheitspartei Venezuelas – PSUV). Anfangs interessierte er sich für soziale Gerechtigkeit; er begann Jura zu studieren, Schwerpunkt Straf- und Menschenrecht. Anfang der 90er Jahre engagierte er sich für Opfer von staatlicher Gewalt.
Saab gilt als militanter Chavista, wie die Anhänger der vom Gründer der Bewegung, Hugo Chávez, genannt werden. Seit dieser Zeit bestimmt er auch maßgeblich die Politik des Landes mit. Er betätigte sich hauptberuflich als Rechtsanwalt mit Spezialisierung auf Strafrecht und Menschenrechte. Nebenbei war er Buddhist, betätigte sich als Promoter von Rockkonzerten und als Poet.
Im Jahr 2017 wurde er von der Verfassungsgebenden Versammlung, welche vom Regime als Ersatz der seit 2015 von der Opposition kontrollierten Nationalversammlung installiert wurde, als Nachfolger von Luisa Ortega Díaz, die sich mit dem Regime überworfen hatte und ins Ausland flüchtete, zum Generalstaatsanwalt ernannt. Seitdem wird er seitens der venezolanischen Opposition regelmäßig wegen Exzesse gegen sie beschuldigt. Auch international wird er für u. a. Verbrechen gegen die Menschlichkeit mitverantwortlich gemacht, die dem venezolanischen Regime seitens des Internationalen Strafgerichtshofs oder des UN-Hochkommissariats für Menschenrechte gemacht werden.
Saab ist seit den 2000er Jahren mit Carla Di Martino liiert. Ihre Nominierung als seine Assistentin als Defensor del Pueblo (Verteidiger des Volkes) löste Vorwürfe der Vetternwirtschaft aus.